# Epanthidium aureocinctum
Epanthidium aureocinctum är en biart som beskrevs av Urban 1992. Epanthidium aureocinctum ingår i släktet Epanthidium och familjen buksamlarbin. Inga underarter finns listade i Catalogue of Life.